# Манастир Комана
Манастир Комана (рум. Mănăstirea Comana) је светиња која припада Румунској православној цркви. Налази се у општини Комана, у јужном делу Румуније.

## Историја
Манастир Комана (по српском Хомана) је смештен у истоименој општини округа Ђурђу. Основао га је Влад Цепеш III Дракула 1461. године, као манастирску тврђаву, али је разрушен пре краја 16. века. Место на којем је манастир подигнут некад је било острво, изграђено готово усред мочваре док је на северу био дрвени мост, који се лако могао запалити у случају опасности.
Истраживања су изведена на првим конструкцијама Комана и проучавањем докумената тог времена од стране неколико истраживача, као што су Цезар Балијац и Григоре Јонеску, као и анализе коју су обавиле архитекте задужене за рестаурацију и консолидацију зидова откривају да је манастир основао Влад Цепеш III у 15. веку. Документ од 27. септембра 1461. године, који је издао уред Влада Цепеша, одредио је поседе које припадају манастиру. Истраживања су утврдила да је постојала некропола око мале цркве из друге половине 15. века или прве половине 16. века.
Комана је временом запала у лоше стање, а изворни манастир је потпуно срушен и потом обновљен 1589. године од стране Радуа Сербана, будућег принца Влашке. Нови манастир је био утврђен са одбрамбеним зидовима и пет кула. У манастиру Комани је по одобрењу влашког војводе Матеја Басарабе, живео у старости и умро митрополит јенопољски, Србин, Лонгин Коренић Бранковић, брат јенопољског владике Саве Бранковића. У манастиру је уз Лонгина живео извесно време синовац, потоњи Сава II Бранковић митрополит ердељски од 1656. године. Опет је обновљен између 1699. и 1703. године од стране Шербана Кантакузина.
Године 1861. Јон Брезојану је открио темеље оригиналног манастира Влада Цепеша. Током археолошког ископавања обављеног у 1970-им годинама, код темеља садашњег манастира откривено је безглаво тело, које је можда припадало Владу Цепешу. Поједини историчари као што је Константин Резачевици верују да је вероватно Влад био сахрањен овде, близу места где је убијен.
У дворишту манастира, близу цркве, налази се објекат који је на Списку историјских споменика Румуније под називом „Маузолеј хероја палих у Првом светском рату”.